# Cand. polit.
Cand. polit. är en akademisk examensbenämning inom samhällsvetenskapligt område som förekommer i Norge och Danmark.

## Danmark
I Danmark är cand. polit. en masterexamen i ekonomi vid Köpenhamns universitet, och utläses candidatus politices (maskulin form) respektive candidata politices (feminin form) på latin. Huvudinriktningen på en cand. polit.-examen är i allmänhet nationalekonomi, men kan även vara exempelvis statistik eller finansiell ekonomi. Vid andra danska universitet betecknas motsvarande examen cand. oecon., men Köpenhamns universitet utnyttjar av historiska skäl en annan beteckning.

## Norge
I Norge var cand. polit. en högre samhällsvetenskaplig ämbetsexamen som förekom fram till vårterminen 2007. Examen var en påbyggnad på en cand. mag. med ett samhällsvetenskapligt huvudämne, och den totala studietiden var 6 år. Förkortningen uttyddes candidatus rerum politicarum (maskulin form) respektive candidata rerum politicarum (feminin form).
Från 2007 har cand. polit.-examen ersatts med en masterexamen, vilket innebär att studiegången kortats av från 6 till 5 år.
En norsk cand. polit. motsvarade närmast en utökad politices magister-examen inom svenskt universitetsväsende.